# Амейва звичайна
Амейва звичайна (Ameiva ameiva) — представник роду амейв з родини теїд. Має 10 підвидів. Інші назви «велетенська амейва», «суринамська амейва», «амазонський бігунець», «зелена амейва».

## Опис
Загальна довжина сягає 50 см, при цьому хвіст складає більше половини розміру. Голова витягнута, тулуб стрункий. Кінцівки міцні та потужні. Колір шкіри у самців у передній частині тулуба та голови коричневий з численними чорними плямами, задня частина тулуба й хвіст — зелені. У самиць голова та передня частина тулуба зелені, а все інше коричневі або бурі. Черево блакитнуватого кольору, у молодих ящірок має яскравіший відтінок. У самців на горлі є червона смуга. Язик може розмішуватися в особливому мішечку.

## Спосіб життя
Мешкають у тропічних лісах, сухих степах, кам'янистих передгір'ях, садах. Ховається під листям, серед трави, під колодами, біля коріння. Харчується комахами, земноводними, павуками, дрібними зміями.
Це яйцекладна ящірка. Самиця відкладає 3—5 яєць. За сезон (березень—грудень) може бути до 2 кладок.

## Розповсюдження
Мешкає від Панами та Колумбії до Перу, Бразилії. Також зустрічається на островах Карибського басейну.

## Підвиди
- Ameiva ameiva ameiva
- Ameiva ameiva fischeri
- Ameiva ameiva fulginosa
- Ameiva ameiva laeta
- Ameiva ameiva melanocephala
- Ameiva ameiva ornata
- Ameiva ameiva petersi
- Ameiva ameiva praesignis
- Ameiva ameiva tobagana
- Ameiva ameiva vogli